# Michael Mancienne
Michael Ian Mancienne, född 8 januari 1988 i Feltham, är en engelsk fotbollsspelare (försvarare) som spelar för New England Revolution. Han har tidigare spelat för det engelska U21-landslaget. 

## Karriär
Mancienne kom till Chelsea när han var nio år, då han upptäcktes av Chelsea i klubben Kingstonian. Den 14 februari 2009 gjorde han debut för Chelsea i en FA Cup match mot Watford, där han startade. Mellan 2006 och 2008 var han utlånad till Queens Park Rangers, där han gjorde 58 framträdanden, och från 2008 till 2011 var han lånad av Wolverhampton, där han gjorde totalt 56 framträdanden. Han gjorde endast fyra matcher för Chelsea i Premier League på fem år innan han i maj 2011 värvades av tyska Hamburg.   

### Hamburg
Den 31 maj 2011 blev Mancienne officiellt klar för tyska Hamburg då han klarade sin läkarundersökning. Han skrev på ett fyraårskontrakt och övergångssumman landade på £1.75m, vilket motsvarar uppemot 18 miljoner svenska kronor.

### New England Revolution
Den 3 augusti 2018 värvades Mancienne av amerikanska New England Revolution.